# Ninh Khang, Vĩnh Lộc
Ninh Khang  là một xã thuộc huyện Vĩnh Lộc, tỉnh Thanh Hóa, Việt Nam.
Tên của xã được ghép từ tên của hai xã cũ là Vĩnh Ninh và Vĩnh Khang.

## Địa lý
Xã Ninh Khang nằm ở phía tây huyện Vĩnh Lộc, có vị trí địa lý:
- Phía đông giáp xã Vĩnh Hòa
- Phía bắc giáp thị trấn Vĩnh Lộc
- Các phía còn lại giáp huyện Yên Định.

Xã Ninh Khang có diện tích 11,10 km², dân số năm 2018 là 8.735 người, mật độ dân số đạt 787 người/km².

## Lịch sử
Địa bàn xã Ninh Khang hiện nay trước đây vốn là hai xã Vĩnh Ninh và Vĩnh Khang.
Trước khi sáp nhập, xã Vĩnh Ninh có diện tích 6,86 km², dân số là 5.625 người, mật độ dân số đạt 820 người/km². Xã Vĩnh Khang có diện tích 4,24 km², dân số là 3.110 người, mật độ dân số đạt 733 người/km².
Ngày 16 tháng 10 năm 2019, Ủy ban Thường vụ Quốc hội ban hành Nghị quyết số 786/NQ-UBTVQH14 về việc sắp xếp các đơn vị hành chính cấp xã thuộc tỉnh Thanh Hóa (nghị quyết có hiệu lực từ ngày 1 tháng 12 năm 2019). Theo đó, sáp nhập toàn bộ diện tích và dân số của hai xã Vĩnh Ninh và Vĩnh Khang thành xã Ninh Khang.